# Фарид Валіуллін
Фарид Валіуллін, Фарид Рашидович Валіуллін (тат. Фәрит Вәлиуллин, Фәрит Рәшит улы Вәлиуллин, нар. 24 лютого 1959, Казань, Татарська АРСР) — художник-монументаліст, Казанського (Поволзького) федерального університету імені Л. М. Толстого Інституту філології та міжкультурних відносин. Доцент кафедри дизайну та національних мистецтв кафедри татарської філології та культури імені Габулли Тукая (з 2006 року). Член Спілки художників Татарстану (1971) та Спілки художників Російської Федерації (1992). Член Міжнародної асоціації образотворчих мистецтв ЮНЕСКО (CLA/АИАП, англ. IAA/AIAP, International Association of Art). Лауреат Державної премії імені Габдулли Тукая (2016).

## Біографія
Народився 24 лютого 1959 року в Казані. Закінчив 8 класів Казанської школи No 21 (1974 року), після Казанську школу образотворчого мистецтва за спеціальністю «Вчитель малювання та живопису» на «відмінно» (класи Б. Майорова, В. І. Куделькіна, З. Гіймаєва, 1978). Закінчив Московський художній інститут імені В. І. Сурікова за спеціальністю «художник-монументаліст» (курс професора Ю. К. Корольова, 1986).

## Діяльність
- Працює викладачем живопису з 1978 року.
- З 1986 року працює в Фонді мистецтв у Нижньокамську, керівником творчої групи «Нижньокамські художники». Організатор особистої галереї «Ярмарок».
- З 1998 року живе та творить у Зеленодольську (Татарстан).
- З 2006 року — викладач мистецтв та доцент факультету дизайну та образотворчого мистецтва Татарського державного гуманітарно-педагогічного університету (нині входить до КФУ).

## Творчість
Працює в жанрах портрета, пейзажу, натюрморту, монументального мистецтва.
Автор меморіалу загиблим в Афганістані в Нижньокамську, пам'ятника Габдуллі Тукаю перед Нижньокамською центральною лікарнею та низки інших пам'ятників.
Організовує приватні виставки в Державній Думі Російської Федерації (2002) та Державній раді Республіки Татарстан (2000, 2001).
Регулярно бере участь у всесоюзних, загальноросійських, республіканських, міських виставках. Керівник творчих колективів з дизайну інтер'єру мечеті Кул Шариф, фасаду мечеті Зеленодольського собору, дизайну мечеті «Нур» та реконструкції фасаду Казанського залізничного вокзалу.
У травні 2015 року керівник творчої групи для створення мозаїчного панно (2х6 м) «Навернення болгар до ісламу» в музеї-заповіднику Булгарське городище.

#### Картини
«Вечір», «Закохана», «Жінка з коровою», «Азан», «Хлопчик-підліток», «Стог сіна», «Мрії чорної камери», «Старий сарай», «Стрижена шерсть», «Танець», «Мила та Страстна», «Прощальний букет», «Щасливий день», «Сім'я», «Весна», « Курай Монгі», «Поет», «Радість воїна», «Ангел у місті», «Дівчинка і дружина ченця», «Прощання», «Весняний міст», «Супутник», «Маленький Тукай», «Приїзд Ібн Фадлана», «Старе місто» та інші.
Портрети Галини Сабінової, співачки Лідії Ахметової та інші.

## Нагороди
- 2005 Медаль «На згадку про тисячоліття Казані»
- 2016 Державна премія імені Г. Тукая — за створення експозиційної інсталяції арт-простору «Болгарська цивілізація. Дорога до тисячоліття» (у співавторстві)[4].